# Pejeng
Pejeng is een plaats op het Indonesische eiland Bali in de gelijknamige provincie. 